# Rouffignac-de-Sigoulès
Rouffignac-de-Sigoulès é uma comuna francesa na região administrativa da Nova Aquitânia, no departamento Dordonha. Estende-se por uma área de 6,56 km². Em 2010 a comuna tinha 309 habitantes (densidade: 47,1 hab./km²).